# Pistolet SIG P210
Pistolet SIG P210 – szwajcarski 9 mm pistolet samopowtarzalny.
Szwajcarski pistolet został wyprodukowany przez firmę SIG Combibloc Group i przystosowany do 9 x 19 mm naboju pistoletowego Parabellum. Pistolety są również wytwarzane w wersji przystosowanej do 7,65 x 21 mm naboju pistoletowego Parabellum. Działa na zasadzie krótkiego odrzutu lufy, a zasilany z magazynka o pojemności 8 nabojów.
W skład serii tych pistoletów wchodzą:
- P210-1 – górna część zamka jest polerowana i posiada nakładki chwytu z drewna orzechowego[1],
- P210-2 – górna płaszczyzna zamka jest piaskowana, a nakładki chwytu z tworzywa sztucznego,
- P210-3 – wersja pistoletu P210-1, która posiada wskaźnik obecności naboju w komorze nabojowej,
- P210-4 – specjalny pistolet, który jest przeznaczony dla policji zachodnioniemieckiej,
- P210-5 – sportowa wersja z lufą o długości 150 mm, specjalnymi przyrządami celowniczymi, krótkim spustem i nakładkami z tworzywa sztucznego,
- P210-6 – wersja pistoletu P210-5 z lufą długości 120 mm[2].